# 키무카츠
키무카츠(일본어: キムカツ 기무카쓰[*])는 주식회사 인티그레이션(株式会社インテグレーション 인테구레숀[*])이 운영하는 일본의 돈카쓰 체인점이다. 이른바 밀푀유 돈카쓰를 주력 상품으로 한다. 0.5mm의 얇은 돼지고기를 저온의 기름으로 25겹으로 튀기며, 또한 수직으로 2분간 뜸을 들이는 조리법을 사용하고 있다.
또한 J리그 가시마 앤틀러스의 애드보드 스폰서이다.